# 22. říjen
22. říjen je 295. den roku podle gregoriánského kalendáře (296. v přestupném roce). Do konce roku zbývá 70 dní. Svátek má Sabina, v církevním kalendáři Marie Salome Galilejská. Dle francouzského kalendáře má svátek Elodie.

## Události

### Česko
- 1882 – Zahájen provoz na železniční trati z Lovosic do Postoloprt
- 1938 – Edvard Beneš po své abdikaci z úřadu presidenta 5. října 1938 odletěl do Londýna, kde později sestavil exilovou vládu.
- 1961 – 4. premiéra Divadla Semafor - hudební revue Jiřího Suchého a Jiřího Šlitra Zuzana je zase sama doma.

### Svět

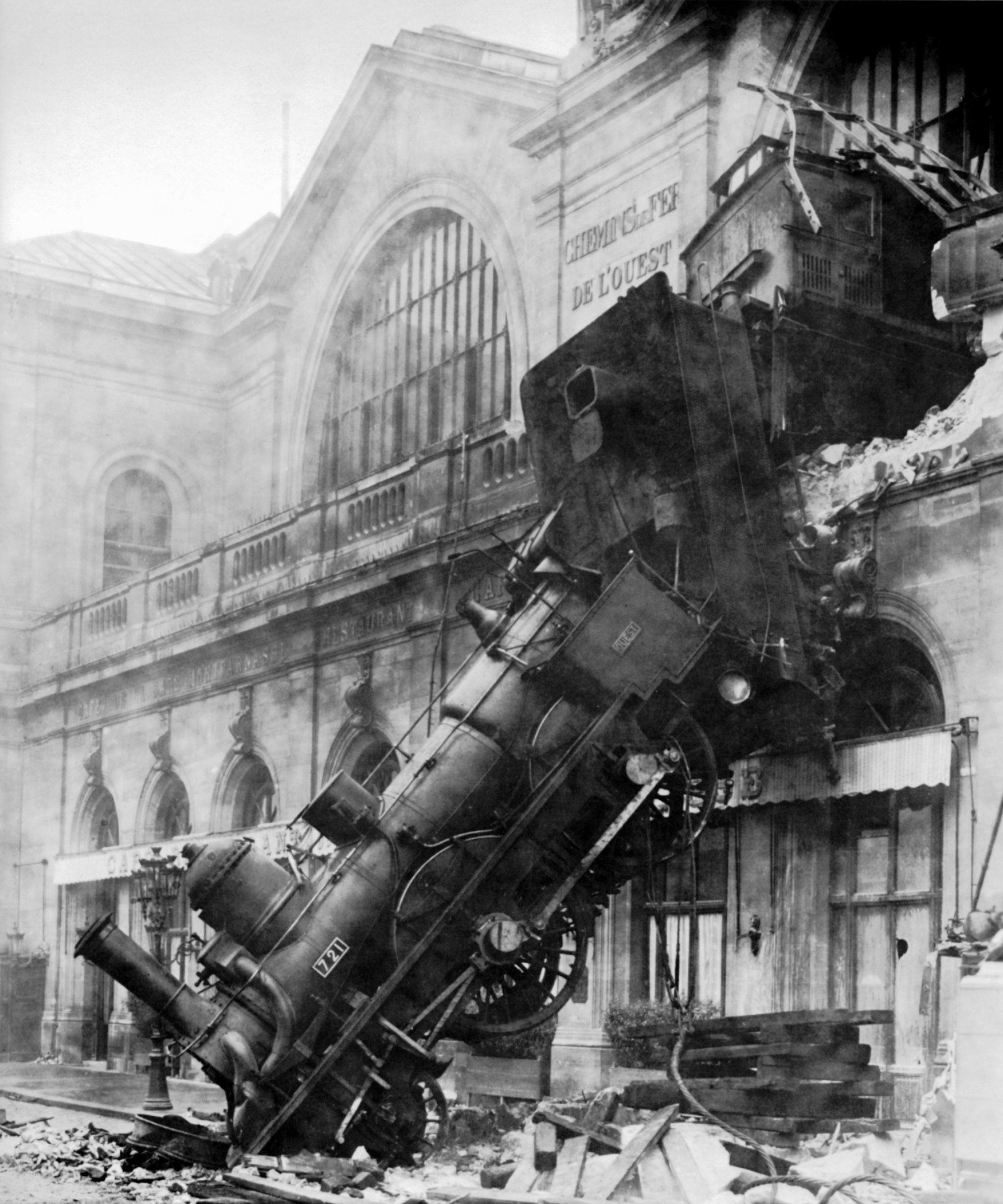
Železniční nehoda na nádraží Montparnasse 22.10.1895

- 1797 – Francouz André-Jacques Garnerin uskutečnil první seskok padákem z balónu naplněného vodíkem z výšky 680 metrů.
- 1895 – Železniční nehoda na nádraží Montparnasse v Paříži byla zachycena na legendárním snímku.
- 1915 – V Clevelandu v Ohiu byla mezi zástupci Čechů a Slováků uzavřena tzv. Clevelandská dohoda, v níž byla přislíbena autonomie Slovenska v rámci budoucího československého státu.
- 1947 – Propukla první válka v Kašmíru.
- 1962 – Karibská krize: prezident John F. Kennedy zveřejnil v televizním projevu objevení sovětských jaderných zbraní na Kubě, načež nařídil námořní blokádu ostrova.
- 1966 – Start družice Měsíce Luna 12.
- 1975 – Sovětská sonda Veněra 9 přistála na Venuši, kde nafotila první fotky z povrchu jiné planety.
- 1998 – Zformoval se hurikán Mitch, jeden z nejsilnějších hurikánů historie.
- 2008 – Indie vypustila sondu Čandraján-1 pro průzkum Měsíce.
- 2009 – Byl vydán operační systém Windows 7 od společnosti Microsoft.
- 2014 – Teroristický útok na kanadský Národní válečný památník a Parlament

## Narození
Viz též Kategorie:Narození 22. října — automatický abecedně řazený seznam.

### Česko

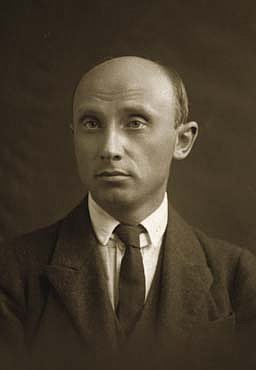
Otakar Kubín (* 1883)

- 1695 – Augustin Václav Möltzer, kněz, arciděkan v Horní Polici († 25. června 1757)
- 1800 – František Xaver Chotek, hudební skladatel († 5. května 1852)
- 1809 – August Corda, mykolog a fytopaleontolog († září 1849)
- 1819 – Edmund Schebek, pražský právník a historik († 11. února 1895)
- 1827 – Jindřich Otakar Miltner, národní obrozenec a vlastivědný pracovník († 24. ledna 1881)
- 1831 – Eduard Hořovský, báňský odborník († 25. února 1898)
- 1832 – August Labitzky, houslista, dirigent a hudební skladatel († 28. srpna 1903)
- 1833 – Josef Rank, slovníkář, lexikograf a archivář († 12. ledna 1912)
- 1834 – Ferdinand Bonaventura Kinský, šlechtic († 2. ledna 1904)
- 1835 – Jan Strakatý, právník, politik a divadelník († 10. června 1891)
- 1845 – Edmund Reitter, rakouský entomolog († 15. března 1920)
- 1849 – František Xaver Marat, generál a velmistr řádu Křižovníků s červenou hvězdou († 29. června 1915)
- 1850 – Josef Herold, advokát a politik († 4. května 1908)
- 1855 – Ladislav Burket, spoluzakladatel a první ředitel lesnických škol v Písku († 26. listopadu 1933)
- 1867 – Ottokar Schubert, československý politik německé národnosti († 4. června 1945)
- 1874 – Jaroslav Marek, politik († 20. prosince 1945)
- 1875 – Ferdinand Klindera, politik († 23. října 1953)
- 1881
  - Čeněk Fiala, politik († ?)
  - Klaudius Madlmayr, architekt († 30. března 1963)
  - Johann Uhl, československý politik německé národnosti († 15. května 1948)
- 1883 – Otakar Kubín, malíř, sochař a grafik († 7. října 1969)
- 1890 – Erwin Zajiček, sudetoněmecký novinář a politik († 1976)
- 1891 – Fidelio Fritz Finke, česko-německý hudební skladatel († 12. června 1968)
- 1893 – Joe Jenčík, tanečník, choreograf a herec († 10. května 1945)
- 1898 – Bedřich Šupčík, sportovní gymnasta, první československý olympijský vítěz († 11. července 1957)
- 1903 – Jaroslav Janouch, spisovatel, redaktor, překladatel († 7. září 1970)
- 1907
  - Emilie Schindlerová, manželka Oskara Schindlera († 5. října 2001)
  - Miloslav Baláš, spisovatel, historik a překladatel († 31. října 1983)
- 1910 – Gustav Bareš, komunistický novinář a politik († 13. září 1979)
- 1911 – Karel Hlásný, podplukovník čs. armády, exulant († 20. listopadu 1982)
- 1914 – František Binder, voják, příslušník RAF († 4. března 1942)
- 1920 – Bohuslav Nocar, voják a příslušník výsadku Silica-North († 11. září 1944)
- 1925
  - Václav Mrázek, sériový vrah († 30. prosince 1957)
  - Anton Krásnohorský, fotbalista († 25. června 1988)
- 1927 – Pavel Šmok, tanečník, herec, režisér a choreograf († 4. dubna 2016)
- 1928
  - Sláva Kunst, hudebník († 4. listopadu 1991)
  - Radovan Kuchař, horolezec († 30. dubna 2012)
- 1932 – Tadeáš Kraus, fotbalista († 30. října 2018)
- 1940 – Petr Sovadina, varhaník
- 1941 – Jan Schánilec, herec († 12. října 2014)
- 1943 – Bohumil Fišer, lékař a politik († 21. března 2011)
- 1944
  - Miroslav Pátek, politik, primátor Ústí nad Labem († 20. února 2009)
  - Miroslav Berka, rockový klávesista, spoluzakladatel kapely Olympic († 19. května 1987)
- 1945 – Martin Říha, architekt a urbanista
- 1948 – Anna Housková, hispanistka a překladatelka
- 1949
  - Jan Hajda, politik († 27. února 2018)
  - Jan Klápště, archeolog
- 1953 – Dagmar Zvěřinová, politička
- 1955 – David Gruber, psycholog
- 1957 – Jana Bednářová, spisovatelka
- 1962
  - Hynek Kmoníček, diplomat
  - Vít Kremlička, básník, publicista a hudebník
- 1963 – Jiří Bartl, fotbalista
- 1973 – Jaroslav Kovář, youtuber
- 1976 – Petr Jurečka, hokejista

### Svět

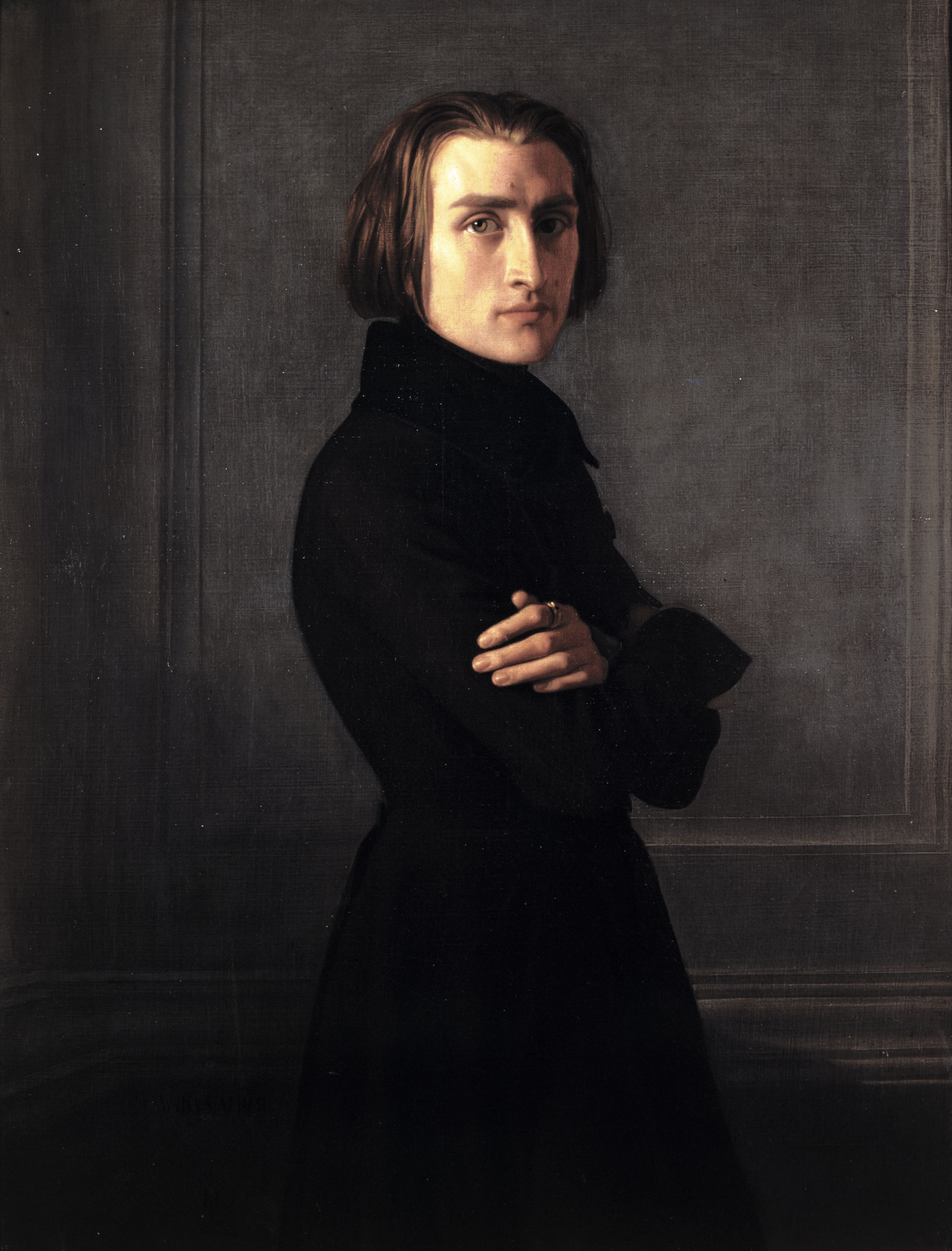
Ferenc Liszt (* 1811)

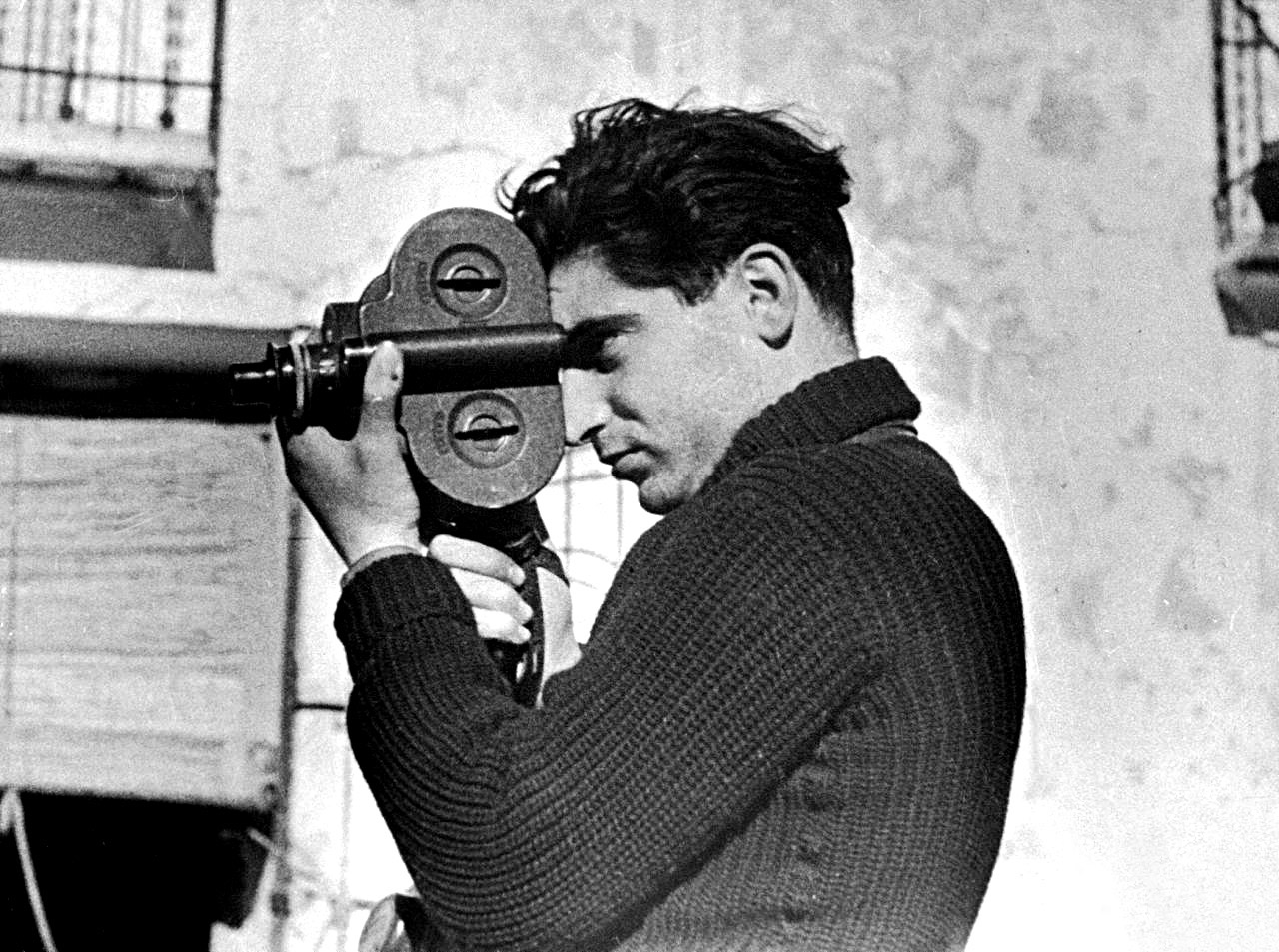
Robert Capa (* 1913)

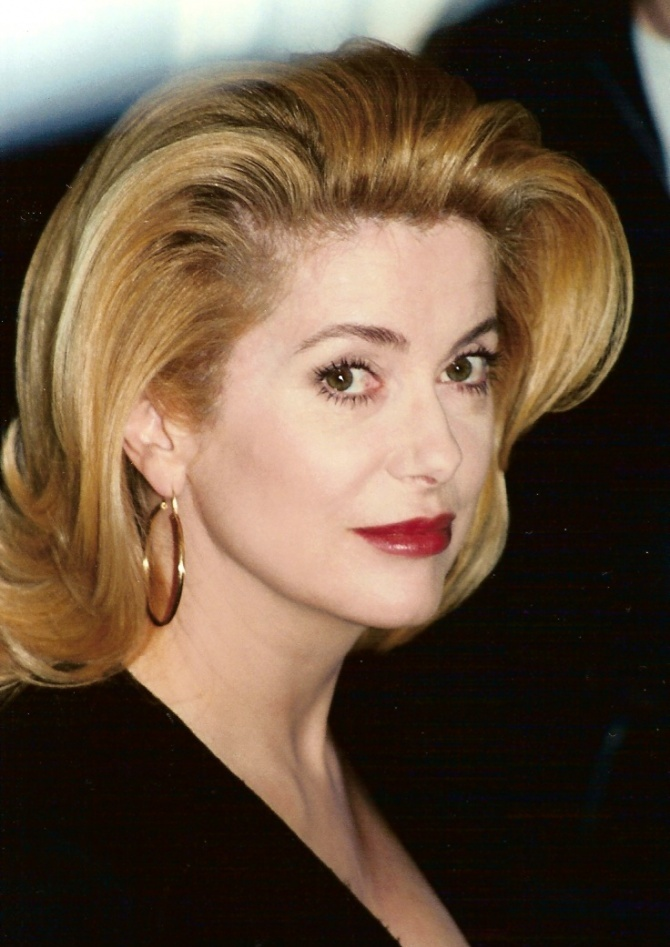
Catherine Deneuve (* 1943)

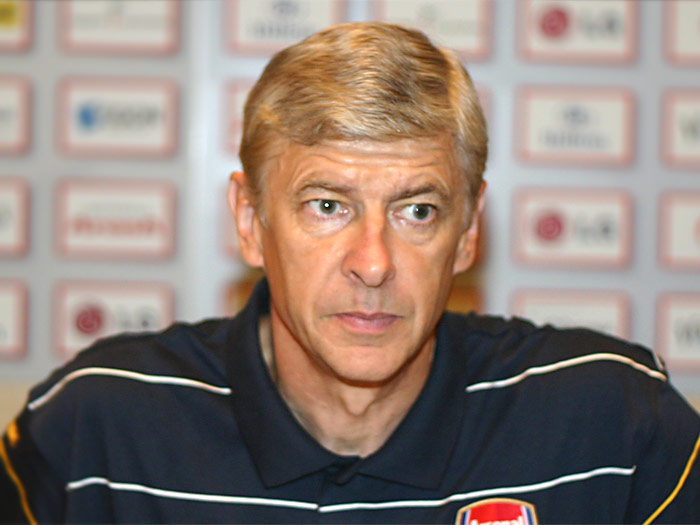
Arsène Wenger (* 1949)

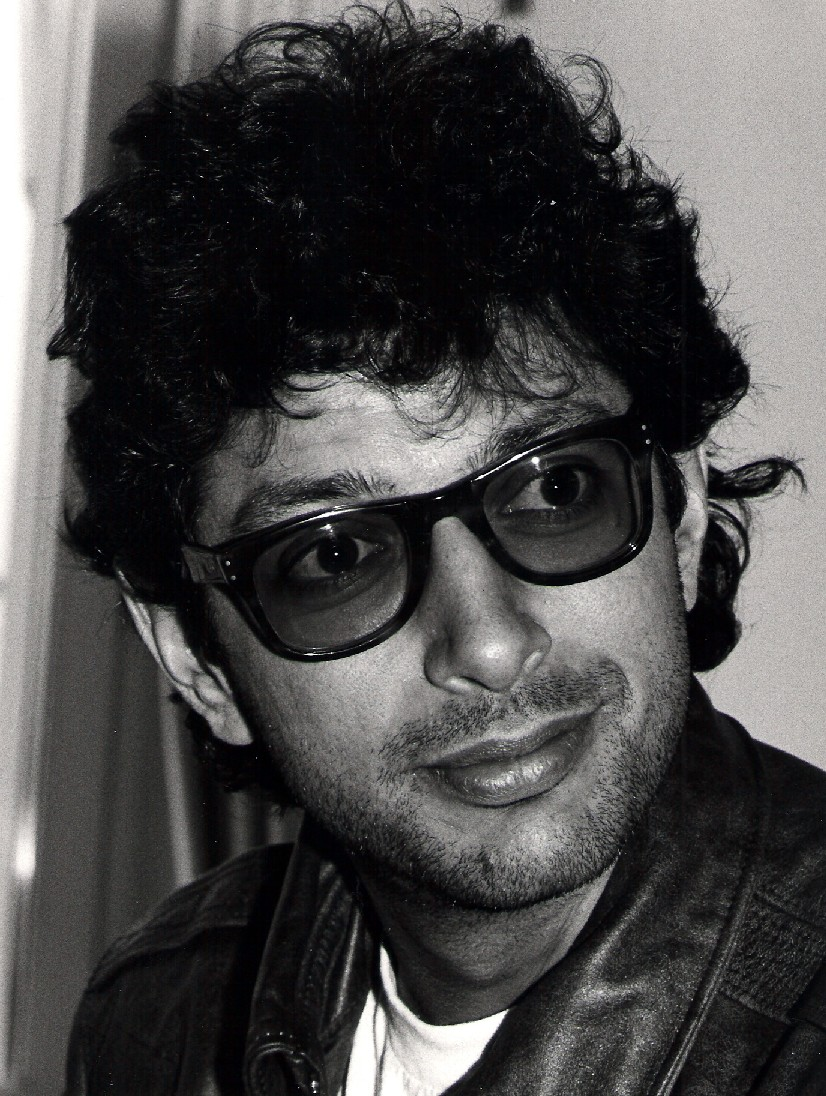
Jeff Goldblum (* 1952)

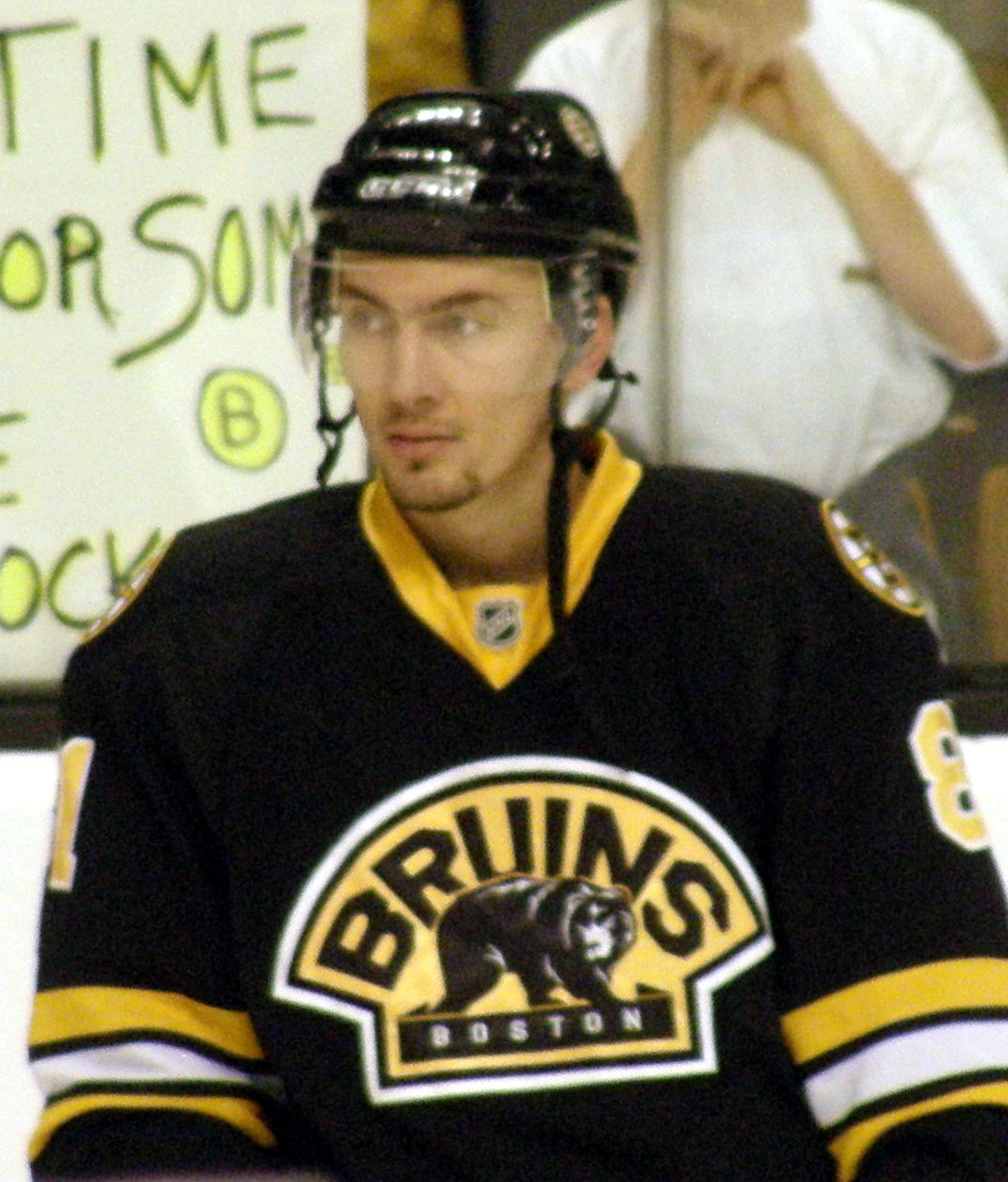
Miroslav Šatan (* 1974)

- 1071 – Vilém IX. Akvitánský, akvitánský vévoda a hrabě z Poitiers († 10. února 1126)
- 1197 – Džuntoku, japonský císař († 7. října 1242)
- 1510 – Svatý František Borgia, španělský jezuita († 1. října 1572)
- 1511 – Erasmus Reinhold, německý astronom a matematik († 19. února 1553)
- 1605 – Frédéric Maurice de La Tour d'Auvergne, vévoda bouillonský, francouzský generál († 9. srpna 1652)
- 1659 – Georg Stahl, německý lékař a chemik († 24. května 1734)
- 1660 – Karel Stuart, vévoda z Cambridge, syn anglického krále Jakuba II. Stuarta († 5. května 1661)
- 1689 – Jan V. Portugalský, portugalský král († 31. července 1750)
- 1698 – Nicola Bonifacio Logroscino, italský hudební skladatel († ? 1765)
- 1701 – Marie Amálie Habsburská, dcera Josefa I. († 11. prosince 1756)
- 1725 – Giuseppe Garampi, italský kardinál, archivář a numismatik († 4. května 1792)
- 1729 – Johann Reinhold Forster, německý pastor a ornitolog († 9. prosince 1798)
- 1761 – Antoine Pierre Joseph Marie Barnave, francouzský politik (popraven 29. listopadu 1793)
- 1778 – Javier de Burgos, španělský právník, politik, novinář a překladatel († 22. ledna 1848)
- 1781 – Ludvík Josef Bourbonský, nejstarší syn Ludvíka XVI. († 4. června 1789)
- 1783 – Constantine Samuel Rafinesque, francouzsko-americký polyhistor († 18. září 1840)
- 1807 – Nikolaj Ivanovič Bachmetěv, ruský hudební skladatel a houslista († 12. září 1891)
- 1811 – Ferenc Liszt, maďarský klavírní virtuóz a skladatel († 31. července 1886)
- 1816 – Robert Manning, irský hydrolog († 9. prosince 1897)
- 1818 – Leconte de Lisle, francouzský básník († 17. července 1894)
- 1825 – Friedrich von Schmidt, rakouský architekt († 23. ledna 1891)
- 1835 – George Fiske, americký krajinářský fotograf († 21. října 1918)
- 1844
  - Sarah Bernhardt, francouzská herečka († 26. března 1923)
  - Louis Riel, kanadský politik († 16. listopadu 1885)
- 1845 – Edmund Reitter, rakouský entomolog († 15. března 1920)
- 1847 – Koos de la Rey, búrský generál († 15. září 1914)
- 1858 – Augusta Viktorie Šlesvicko-Holštýnská, poslední německá císařovna a pruská královna († 11. dubna 1921)
- 1859 – Karl Muck, německý dirigent († 4. března 1940)
- 1865 – Kristjan Raud, estonský malíř († 19. května 1943)
- 1867 – Ivan Žolger, předlitavský státní úředník a politik († 16. května 1925)
- 1870 – Ivan Alexejevič Bunin, ruský spisovatel, nositel Nobelovy ceny za literaturu († 8. listopad 1953)
- 1875 – Ernő Csiki, maďarský entomolog († 7. července 1954)
- 1881 – Clinton Joseph Davisson, americký fyzik, nositel Nobelovy ceny († 1. února 1958)
- 1882
  - Adolf Abramovič Joffe, ruský revolucionář, sovětský politik a diplomat († 17. listopadu 1927)
  - Wilhelm Keitel, německý polní maršál, válečný zločinec († 16. října 1946)
- 1884 – Alexandre Mercereau, francouzský básník a spisovatel († 1945)
- 1887 – John Reed, americký komunistický novinář († 19. října 1920)
- 1893 – Ernst Öpik, estonský astronom († 10. září 1985)
- 1896 – Charles Glen King, americký biochemik († 23. ledna 1988)
- 1898
  - Dámaso Alonso, španělský básník a překladatel († 24. ledna 1990)
  - Marcel Mihalovici, rumunsko-francouzský hudební skladatel († 12. srpna 1985)
- 1899 – Ša'ul Avigur, první ředitel izraelské zpravodajské služby († 29. srpna 1978)
- 1903 – George Wells Beadle, americký genetik, Nobelova cena za fyziologii 1958 († 9. června 1989)
- 1905 – Karl Guthe Jansky, americký fyzik, radioastronom († 14. února 1950)
- 1906 – Blanche Caffiereová, americká spisovatelka († 19. listopadu 2006)
- 1907 – Jón Trepczik, kašubský básník, učitel a překladatel († 3. září 1989)
- 1913 – Robert Capa, maďarský válečný fotograf († 25. května 1954)
- 1915 – Karol Cengel, slovenský preparátor, lesník a entomolog († 16. března 1987)
- 1916 – Roger Stanier, kanadský mikrobiolog († 29. ledna 1982)
- 1917
  - Joan Fontaine, americko-britská herečka († 15. prosince 2013)
  - John Lee Hooker, americký bluesový kytarista a zpěvák († 21. června 2001)
- 1919
  - Vincent Hložník, slovenský malíř († 10. prosince 1997)
  - Doris Lessingová, britská spisovatelka († 17. listopadu 2013)
- 1920 – Timothy Leary, americký psycholog († 31. května 1996)
- 1921 – Georges Brassens, francouzský písničkář († 29. října 1981)
- 1925 – Robert Rauschenberg, americký výtvarník († 12. května 2008)
- 1928 – Clare Fischer, americký klavírista a hudební skladatel († 26. ledna 2012)
- 1929
  - Lev Jašin, ruský fotbalista, nejlepší brankář světa 20. století († 20. března 1990)
  - Giorgio Gaslini, italský klavírista a hudební skladatel († 29. července 2014)
- 1930 – José Guardiola, španělský zpěvák († 9. dubna 2012)
- 1931 – Hikaru Hajaši, japonský hudební skladatel a klavírista († 5. ledna 2012)
- 1932 – Afewerk Tekle, etiopský malíř a sochař († 10. dubna 2012)
- 1933 – Donald Peterson, americký kosmonaut († 27. května 2018)
- 1936 – Thomas Menamparampil, arcibiskup v Guwahati (Indie)
- 1938
  - Derek Jacobi, britský herec
  - Christopher Lloyd, americký herec
- 1939
  - George Cohen, anglický fotbalista († 23. prosince 2022)
  - Joaquim Chissano, druhý prezident Mosambiku
- 1943
  - Allen Coage, americký judista a profesionální zápasník, medailista OH 1976 († 6. března 2007)
  - Catherine Deneuve, francouzská filmová herečka
- 1945 – Leslie West, americký rockový hudebník
- 1948 – Anton Gill, anglický spisovatel
- 1949
  - Stiv Bators, americký punk rockový zpěvák († 4. června 1990)
  - Arsène Wenger, francouzský fotbalový trenér
- 1952 – Jeff Goldblum, americký herec
- 1953 – Johannes Nollé, německý historik, epigrafik a numismatik
- 1955 – Jozef Leikert, slovenský spisovatel
- 1957 – Gerd Nagel, západoněmecký skokan do výšky
- 1958 – Virgil Donati, australský bubeník
- 1959
  - Marc Shaiman, americký hudební skladatel
  - Arto Salminen, finský spisovatel († 15. listopadu 2005)
- 1964
  - Zurab Nogaideli, gruzínský politik
  - Dražen Petrović, chorvatský basketbalista († 7. června 1993)
- 1966 – Valeria Golinová, italsko-řecká herečka
- 1970 – Javier Milei, argentinský politik
- 1971
  - Lisa Lipps, americká pornoherečka
  - José Manuel Martínez, španělský atlet-běžec
- 1972 – Jan Jakub Kotík, česko-americký rockový bubeník († 13. prosince 2007)
- 1973 – Andrés Palop, španělský fotbalový brankář
- 1974
  - Aleksander Gabryś, polský kontrabasista a skladatel
  - Miroslav Šatan, slovenský lední hokejista
- 1975 – Míchel Salgado, španělský fotbalista
- 1982 – Melinda Czinková, maďarská tenistka
- 1983 – Steve Angello, řecko-švédský DJ
- 1987 – Mikkel Hansen, dánský házenkář
- 1992 – 21 Savage, britský rapper
- 1996 – Johannes Høsflot Klæbo, norský běžec na lyžích, olympijský vítěz a mistr světa
- 1998 – Roddy Ricch, americký rapper
- 2004 – Stefan Bajčetić, španělský fotbalista

## Úmrtí
Viz též Kategorie:Úmrtí 22. října — automatický abecedně řazený seznam.

### Česko

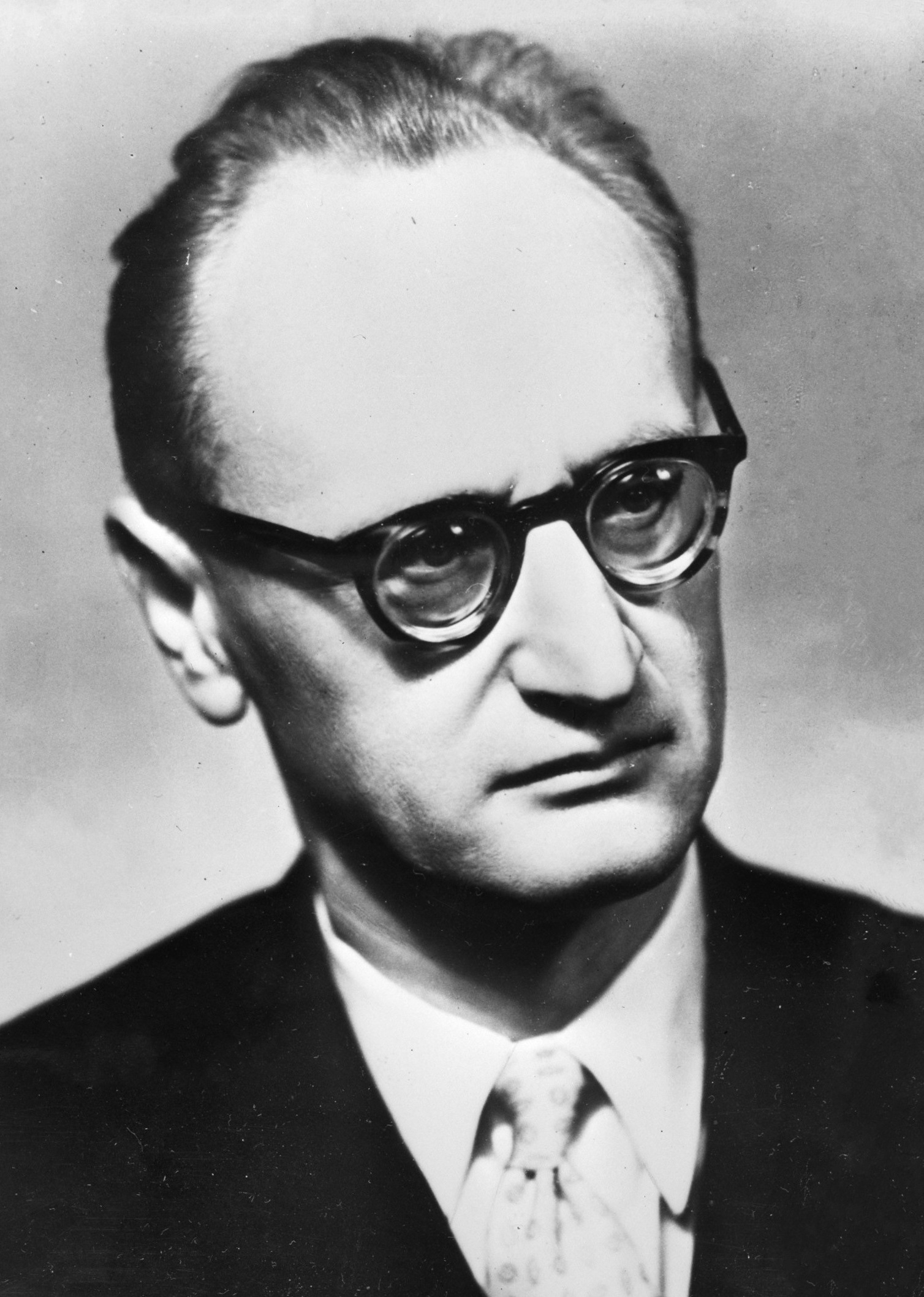
Jiří Hájek († 1993)

- 1826 – Leopold Leonhard Raymund Thun-Hohenstein, pasovský biskup (* 17. dubna 1748)
- 1884 – Petr Maixner, malíř (* 27. února 1831)
- 1899 – Václav Michael Mölzer, stavitel varhan (* 7. listopadu 1830)
- 1923 – Josef Schreyer, ekonom, průkopník kampeliček (* 30. března 1841)
- 1929 – Karel Starý starší, architekt (* 18. března 1843)
- 1933 – Arnošt Dvořák, dramatik a divadelní režisér (* 1. ledna 1881)
- 1949 – Kamil Voborský, hudební skladatel (* 28. listopadu 1883)
- 1953 – Augustin Kliment, komunistický politik a odborář (* 3. srpna 1889)
- 1955 – Paul Stadler, sochař (* 25. července 1875)
- 1959 – Jiří Jungwirth, režisér (* 21. září 1921)
- 1960 – Josef Blau, sudetoněmecký učitel, vlastenec a historik (* 12. srpna 1872)
- 1971 – František Šlégr, herec a divadelní režisér (* 4. listopadu 1894)
- 1974 – Jan Kloboučník, redaktor, spisovatel (* 5. prosince 1919)
- 1983 – Miloslav Baláš, spisovatel, historik a překladatel (* 31. října 1983)
- 1986 – Gisela Khoss-Sternegg, hudební skladatelka, pedagožka a spisovatelka (* 17. srpna 1892)
- 1990
  - Aljo Beran, malíř (* 15. dubna 1907)
  - Kamil Lhoták, malíř a ilustrátor (* 25. července 1912)
- 1993 – Jiří Hájek, politik a diplomat (* 6. června 1913)
- 1996 – Michal Hejný, herec (* 25. května 1955)
- 1999 – Jiřina Hanušová, publicistka a psychoterapeutka (* 5. srpna 1939)
- 2000 – Antonín Zdeněk Kovář, katolický kněz-kapucín (* 25. října 1926)
- 2003 – Jindřich Polák, scenárista a režisér (* 5. května 1925)
- 2004 – Vlasta Urbanová, operní zpěvačka (* 22. května 1914)
- 2005 – Jiří Leitner, severočeský komunální politik (* 15. února 1943)
- 2006 – Josef Ryška, kněz a církevní právník (* 20. května 1915)
- 2013 – Otto Zelenka, spisovatel, dramatik, dramaturg a scenárista (* 12. března 1931)

### Svět

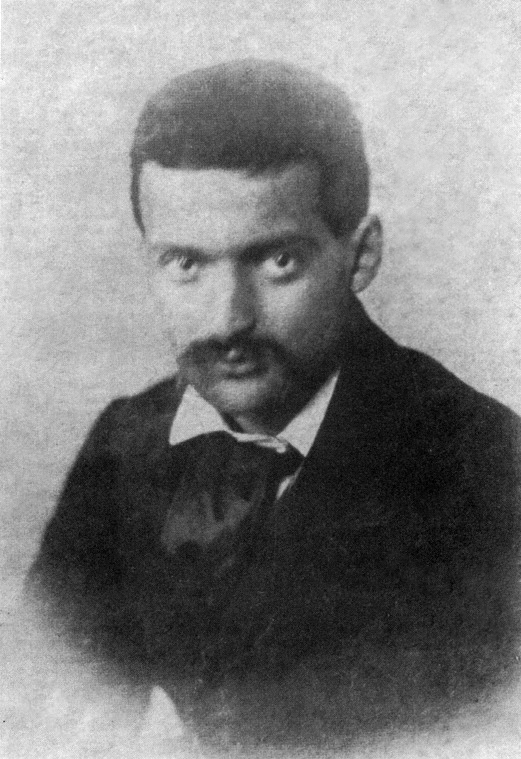
Paul Cézanne († 1906)

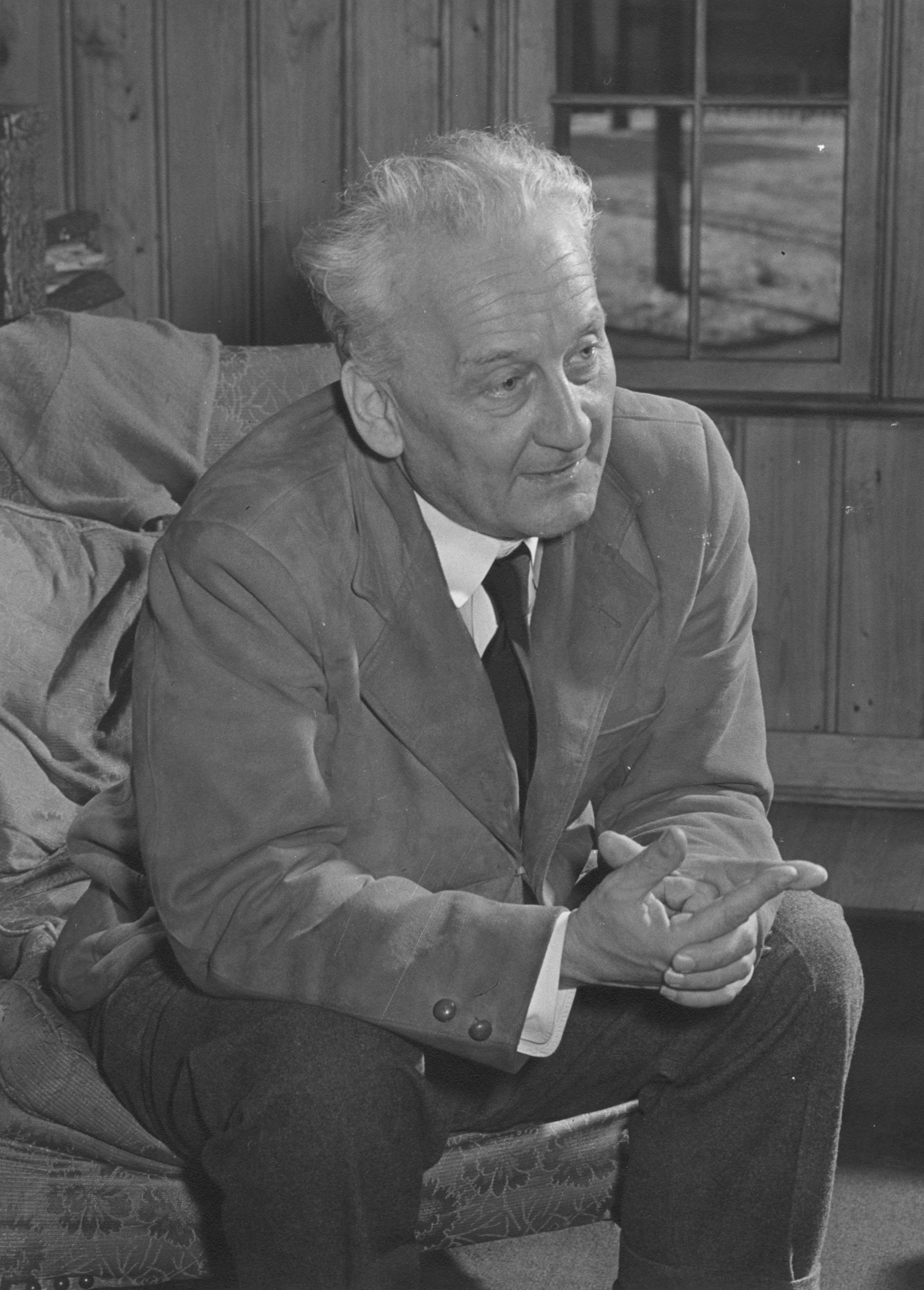
Albert Szent-Györgyi († 1986)

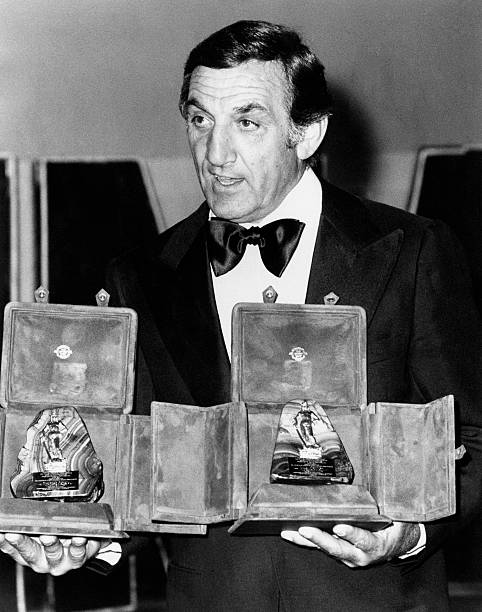
Lino Ventura († 1987)

- 0741 – Karel Martel, franský vládce (* 686)
- 1355 – Konstancie Sicilská, sicilská princezna a regentka Sicilského království (* ? 1324)
- 1383 – Ferdinand I. Portugalský, portugalský král (* 31. října 1345)
- 1494 – Gian Galeazzo Sforza, milánský vévoda (* 20. června 1469)
- 1684 – Carlo Lurago, italský architekt a sochař (* 1615)
- 1702 – Guy Aldonce de Durfort de Lorges, maršál Francie
- 1751 – Vilém IV. Oranžský, nizozemský místodržící († 1. září 1711)
- 1764 – Jean-Marie Leclair, francouzský skladatel a houslový virtuos (* 10. května 1697)
- 1783 – Gerhard Friedrich Müller, německý historik, cestovatel a geograf (* 29. října 1705)
- 1815 – Claude-Jacques Lecourbe, francouzský generál (* 22. února 1759)
- 1818 – Joachim Heinrich Campe, německý spisovatel a jazykovědec (* 29. června 1746)
- 1836 – Heinrich Adolf Schrader, německý lékař, mykolog a botanik (* 1. ledna 1767)
- 1859 – Louis Spohr, německý hudební skladatel (* 5. dubna 1784)
- 1863 – Johann Friedrich Böhmer, německý historik (* 22. dubna 1795)
- 1869 – Michael Sars, norský mořský biolog, profesor zoologie a teolog (* 30. srpna 1805)
- 1870 – William Lewis, britský šachista (* 9. října 1787)
- 1871 – Roderick Murchison, skotský geolog a paleontolog (* 19. února 1792)
- 1878 – Hugh Alexander Kennedy, britský šachista (* 1809)
- 1882 – János Arany, maďarský básník, literární teoretik a překladatel (* 2. března 1817)
- 1883 – Thomas Mayne-Reid, irsko-americký romanopisec (* 4. dubna 1818)
- 1885 – Pavol Dobšinský, slovenský folklorista a spisovatel (* 16. března 1828)
- 1887 – Josef Groll, bavorský sládek (* 21. srpna 1813)
- 1906 – Paul Cézanne, francouzský malíř (* 19. ledna 1839)
- 1915 – Wilhelm Windelband, německý filozof (* 11. května 1848)
- 1917 – Bob Fitzsimmons, britský boxer (* 26. května 1863)
- 1919 – Hermann Weingärtner, německý gymnasta, nejlepší sportovec olympiády 1896 (* 24. srpna 1864)
- 1924 – Léon Bourjade, francouzský stíhací pilot (* 25. května 1889)
- 1927 – Borisav Stanković, srbský spisovatel (* 22. března 1876)
- 1944 – Arthur Blake, americký atlet (* 26. ledna 1872)
- 1946 – Henry Bergman, americký filmový a divadelní herec (* 23. února 1868)
- 1948 – Karl Eugen Schmidt, československý politik německé národnosti (* 29. října 1865)
- 1960
  - Maurice Alliot, francouzský egyptolog (* 24. září 1903)
  - Josef Blau, sudetoněmecký učitel a spisovatel (* 12. srpna 1872)
- 1962 – Samuil Fejnberg, ruský hudební skladatel a klavírista (* 26. května 1890)
- 1963 – Olga Borisovna Lepešinská, ruská bioložka (* 18. srpna 1871)
- 1965 – Paul Tillich, americký protestantský teolog (* 20. srpna 1886)
- 1969
  - Alfons von Czibulka, česko-rakouský spisovatel a malíř (* 28. června 1888)
  - Behice Hanımefendi, dvanáctá manželka osmanského sultána Abulhamida II. (* 10. října 1882)
- 1973 – Pablo Casals, katalánský violoncellista a dirigent (* 29. prosince 1876)
- 1975 – Arnold Joseph Toynbee, britský historik (* 14. dubna 1889)
- 1976 – Alžběta Helena Thurn-Taxis, thurn-taxiská princezna, míšeňská markraběnka a titulární saská královna (* 15. prosince 1903)
- 1979 – Nadia Boulangerová, francouzská hudební pedagožka, dirigentka, skladatelka (* 16. září 1887)
- 1981 – Lord Burghley, britský atlet, sportovní funkcionář a politik (* 9. února 1905)
- 1982 – Richard Hugo, americký spisovatel (* 21. prosince 1923)
- 1986 – Albert Szent-Györgyi, maďarský biochemik a fyziolog, nositel Nobelovy ceny (* 16. září 1893)
- 1987
  - Lino Ventura, francouzský zápasník a herec (* 14. července 1919)
  - Antonín Rakousko-Toskánský, rakouský arcivévoda a princ toskánský (* 20. března 1901)
- 1990 – Louis Althusser, francouzský marxistický filozof (* 18. října 1918)
- 1994 – Rollo May, americký psycholog (* 21. dubna 1909)
- 1995 – Kingsley Amis, anglický spisovatel (* 16. dubna 1922)
- 1996 – Šmarja Gutman, izraelský archeolog (* 15. ledna 1909)
- 1998 – Otakar Schindler, český malíř a scénograf (* 3. prosince 1923)
- 2001 – Ernest Hilgard, americký psycholog (* 25. července 1904)
- 2002 – Geraldine Apponyi, uherská princezna a albánská královna (* 6. srpna 1915)
- 2005 – Arman, francouzsko-americký výtvarný umělec (* 17. listopadu 1928)
- 2006 – Čchö Kju-ha, prezident Jižní Koreje (* 16. července 1919)
- 2007 – Horia Aramă, rumunský básník, esejista a prozaik (* 4. listopadu 1930)
- 2009 – Pierre Chaunu, francouzský historik (* 17. srpna 1923)
- 2011 – Sultán ibn Abd al-Azíz, saúdskoarabský korunní princ, první vicepremiér, ministr obrany (* 5. ledna 1928)
- 2012
  - Arthur Jensen, americký psycholog (* 24. srpna 1923)
  - Russell Means, americký indiánský herec a politik (* 10. listopadu 1939)
- 2017
  - Marína Čeretková-Gállová, slovenská spisovatelka (* 26. září 1931)
  - Paul Joseph Weitz, americký vojenský letec a astronaut (* 25. července 1932)

## Svátky

### Česko
- Sabina
- Christa
- Kora, Kordula, Korina

Katolický kalendář
- Svatá Marie Salome

### Svět
- Mezinárodní den porozumění koktavosti

## Pranostiky

### Česko
- Svatá Voršila a Kordula – větry pohnula.

| 22. říjen v pražském KlementinuÚdaje jsou platné k 29. 4. 2025. | 22. říjen v pražském KlementinuÚdaje jsou platné k 29. 4. 2025. | 22. říjen v pražském KlementinuÚdaje jsou platné k 29. 4. 2025. |
| minimum                                                         | denní průměr                                                    | maximum                                                         |
| --------------------------------------------------------------- | --------------------------------------------------------------- | --------------------------------------------------------------- |
| −4,4 °C (1777)                                                  | 8,5 °C (od 1961)                                                | 21,7 °C (1989)                                                  |